# 3059 Pryor
3059 Pryor је астероид главног астероидног појаса са средњом удаљеношћу од Сунца која износи 2,268 астрономских јединица (АЈ).
Апсолутна магнитуда астероида је 13,7.